# Такеда Кацуйорі
Такеда Кацуйорі (яп. 武田勝頼, 1546 — 3 квітня 1582) — самурайський полководець середньовічної Японії періоду Сенґоку. Син Такеди Шінґена. 20-й голова роду Такеда і володар провінції Кай (суч. префектура Яманасі).

## Життєпис
Кацуйорі став фактичним спадкоємцем роду Такеда після смерті Такеди Йошінобу, свого старшого брата. Його батько, Такеда Шінґен, не хотів бачити Кацуйорі наступним головою роду і назначив Такеду Нобукацу, власного онука, майбутнім лідером. Але Кацуйорі зосередив усі важелі влади у своїх руках, виконуючи функції регента при Нобукацу.
Після смерті Шінґена, Кацуйорі продовжив завойовницьку політику батька.
У 1574 році захопив важкоприступний замок Такатендзін, а у 1575 роках вдерся глибоко у землі провінції Мікава, центральні володіння Токуґави Ієясу, але агресивна політика Кацуйорі зазнала краху у битві при Наґашіно, у якій війська роду Такеда були вщент розбиті союзницькими силами Оди і Токуґави.
У 1582 році ці союзники напали на володіння Кацуйорі і знищили решту його війська. Загнаний у безвихідь, голова роду Такеда і члени його сім'ї вчинили сеппуку.